# Association internationale des étudiants en sciences économiques et commerciales
AIESEC (tidigare känt som Association internationale des étudiants en sciences économiques et commerciales) är en opolitisk, oberoende, icke vinstdrivande global organisation för ledarskapsutveckling riktad till ungdomar. AIESEC International är registrerat som ett företag i Kanada sedan 2018 med ledning bestående av Michael Joseph Gonzaga, Flavio Navarro Lara, Yau Kwan Chester Shum, Ayoub Trabelsi, Ana Leonor de Carvalho Fernandes och Yoseli Karina Rivera.
Organisationen kännetecknas enligt dess hemsida att den är "av och för" ungdomar, med parollen "AIESEC är en sammanslutning av unga människor, passionerat driven av en sak: fred och förverkligande av mänsklighetens potential". Organisationen erbjuder en global plattform för utveckling av unga människors ledarskapspotential genom praktiska erfarenheter från praktikplatser och volontärarbete. Företag erbjuds att anlita arbetskraft via organisationen. 

## Historia
Enligt AIESEC:s hemsida bildades organisationen 1948 i sju länder i Europa av Jean Choplin från Frankrike, Bengt Sjöstrand från Sverige och Dr. Albert Kaltenthaler från Tyskland. I vissa källor anges sex upphovspersoner som dock inte är namngivna. På AIESEC:s hemsida illustreras organisationens bildande av ett foto med fem personer där ingen är namngiven.
Om Jean Choplin uppger AIESEC: "Från 1948 var han generalsekreterare för Union des Grandes Ecoles (Frankrike), ansvarig för internationella relationer. 1950 övertygade han Bengt Sjöstrand att träffa honom i Stockholm för att diskutera grundandet av en studentorganisation som ägnar sig åt internationell förståelse. Redan 1951 organiserade och ledde han det första officiella AIESEC-mötet för denna nya NGO i Paris, främst med svenska, tyska och franska delegater. 1987 blev han den första presidenten för AIESEC International Alumni Association i Venedig.". Jean Choplin är tillsammans med Victor Loewenstein och Arnould de la Boulaye även grundare av AIESEC fund.
Bengt Sjöstrands minnesbild om grundandet av AIESEC citeras i en annan källa: "Allt började när jag åkte utomlands till USA på mitt utbytesprogram för att studera. Efter att jag kom tillbaka till Sverige ville jag bara skicka mina vänner utomlands, eftersom jag verkligen gillade min upplevelse. Vad jag gjorde var att jag ringde några av mina vänner som var från Europa som hade varit på utbyte i USA och som var tillbaka till sina hemländer. Jag frågade dem om de kunde hitta något jobb åt mina klasskamrater från Sverige i administrativa jobb. Så började det.”.
Om Dr. Albert Kaltenthaler uppger AIESEC: "Dr. Albert Kaltenthaler föddes i Schweinfurt i slutet av 1920-talet och upplevde andra världskriget som ung man i all dess hårdhet. Ibland togs han till fånga av fransmännen. Efter kriget var den övertygade europén nyckelfiguren i grundandet av AIESEC Tyskland och gjorde därmed ett massivt bidrag till tysk-fransk vänskap. Han har varit nära sin vän Jean Choplin sedan dagarna efter andra världskriget. Från 1957 arbetade Dr. Albert Kaltenthaler för den berömda porslinstillverkaren Rosenthal och blev senare ledamot i styrelsen.".